# Hubbard megye
Hubbard megye az Amerikai Egyesült Államokban, azon belül Minnesota államban található. Megyeszékhelye és legnagyobb városa Park Rapids. Lakosainak száma 21 344 fő (2020. április 1.). Hubbard megye Beltrami, Cass, Wadena, Becker és Clearwater megyékkel határos.

## Népesség
A megye népességének változása:
| Lakosok száma | 20 412 | 20 373 | 20 366 | 20 658 | 20 655 | 21 344 |
|               | 2010   | 2011   | 2012   | 2013   | 2015   | 2020   |